# Rodrigo Salazar
Rodrigo Salazar (27 de abril de 1979) es un deportista mexicano que compitió en taekwondo. Ganó dos medallas en el Campeonato Panamericano de Taekwondo en los años 2000 y 2006.

## Palmarés internacional
| Campeonato Panamericano | Campeonato Panamericano  | Campeonato Panamericano | Campeonato Panamericano |
| Año                     | Lugar                    | Medalla                 | Categoría               |
| ----------------------- | ------------------------ | ----------------------- | ----------------------- |
| 2000                    | Oranjestad (Aruba)       | Medalla de oro          | –67 kg                  |
| 2006                    | Buenos Aires (Argentina) | Medalla de plata        | –72 kg                  |